# 氫氧化亞鉈
氫氧化亞鉈化學式為TlOH，是鉈(I)的氫氧化物。與其它鉈(I)化合物同樣具有強毒性，并具有腐蝕性。

## 製備
在硫酸亚铊溶液中加入等當量的氫氧化鋇后濾去硫酸鋇，即得鹼性強度與氫氧化鈉相近的TlOH溶液：
Tl2SO4 + Ba(OH)2  → 2 TlOH + BaSO4↓
蒸發後之可得黃色的TlOH晶體。
將氧化亞鉈溶於水也可以制得:
Tl2O + H2O → 2 TlOH

## 性質
純淨的氫氧化亞鉈是無色柱狀結晶，在空氣中一部份被氧化而呈黃色。
可溶於水和乙醇，水溶液顯強鹼性。弱于鹼金屬氫氧化物的強鹼，固體或溶液均易從空氣中吸收水蒸氣和二氧化碳並能腐蝕玻璃。
2 TlOH + CO2 → Tl2CO3 + H2O
其鹼的電離常數為：
TlOH ⇌  Tl+ + OH−,　　pKb = 0.5
加熱到100℃脫水生成黑色Tl2O（熔點597℃）。
2 TlOH → Tl2O + H2O
在空氣中部份被氧化，被氯水、溴水等氧化生成氫氧化鉈，Tl(OH)3，其標準電極電勢為：
Tl(OH)3 + 2e− ⇌  TlOH + 2 OH−,　　E°= −0.05 V
氢氧化亚铊是离子化合物，电解时从溶液中沉积出铊。

## 溶解度
氢氧化亚铊的溶解度如下表：
| 温度（℃）   | 0    | 18.5 | 29   | 32.1 | 40   | 54.1 | 78.5  | 99.2  |
| ----------- | ---- | ---- | ---- | ---- | ---- | ---- | ----- | ----- |
| 溶解度(g/L) | 25.4 | 34.3 | 39.8 | 41.4 | 49.5 | 65.0 | 103.3 | 148.2 |

## 用途
氢氧化亚铊的水溶液可以作为制取其他亚铊化合物的原料，但不适用制备游离的氢氧化亚铊固体。氢氧化亚铊固体可以用在氧气的存在下铊和乙醇反应制得。